# 约瑟夫·卡尔特
约瑟夫·卡尔特（德語：Josef Kalt，1920年9月20日—2012年2月21日），瑞士男子赛艇运动员。他曾代表瑞士参加1948年夏季奥林匹克运动会赛艇比赛，获得男子双人单桨无舵手银牌。

## 家庭
弟弟汉斯·卡尔特。